# Gladys Ravenscroft
Pour les articles homonymes, voir Ravenscroft.
Gladys Ravenscroft (1888-1960) fut une golfeuse britannique amateur.

## Titres
- 1912 : British Ladies Amateur Golf Championship (en)
- 1913 : Championnat de golf amateur des États-Unis femmes[1]